# فاپا
فاپا یک سرنام برای عبارت «فهرست‌نویسی پس از انتشار» است. این اطلاعات، پس از گرفتن مجوز پخش و انتشار یک کتاب به‌وجود می‌آید که در آن عبارت «فهرست‌نویسی پیش از انتشار» یا «فیپا» به «فهرست‌نویسی پس از انتشار» یا «فاپا» تغییر می‌یابد.

## مشخصات و اجزای اصلی فاپا در ایران
فاپا شامل اطلاعات جامعی درباره کتاب است که به‌صورت رسمی توسط کتابخانه ملی ایران ثبت و نگهداری می‌شود. این اطلاعات شامل موارد زیر است:  
- عنوان کتاب: عنوان دقیق و کامل کتاب همان‌طور که بر روی جلد و صفحات داخلی ذکر شده است.
- نام نویسنده یا نویسندگان: اسامی کامل نویسنده یا نویسندگان کتاب.
- شابک (ISBN): شماره استاندارد بین‌المللی کتاب که برای هر نسخه منحصر به فرد است.
- اطلاعات ناشر: نام و مشخصات ناشر، تاریخ انتشار و محل چاپ.
- تعداد صفحات و قطع کتاب: اطلاعات درباره تعداد صفحات، اندازه کتاب (قطع)، و نوع جلد (سخت، نرم).
- خلاصه کتاب: خلاصه‌ای کوتاه از محتوای کتاب که به فهرست‌نویسان و کاربران کمک می‌کند تا با موضوع کلی کتاب آشنا شوند.
- کلمات کلیدی و موضوعات: مجموعه‌ای از کلمات کلیدی و موضوعاتی که کتاب به آن‌ها مرتبط است.